# Thomas Wentworth (1er comte de Strafford)
Pour les articles homonymes, voir Thomas Wentworth.
Thomas Wentworth, 1er comte de Strafford (de la 2e création), (baptisé le 17 septembre 1672-15 novembre 1739), connu sous le nom de Thomas Wentworth, 3e baron Raby de 1695 à 1711, est un pair, diplomate et homme d'État anglais ayant servi en tant que Premier Lord de l'Amirauté.

## Biographie
Thomas est le fils aîné de William Wentworth de Northgatehead (qui est le shérif principal du Yorkshire) et de son épouse Isabella Apsley, fille de l'éminent commandant royaliste Allen Apsley (en) et de son épouse Frances Petre. Son grand-père paternel, William Wentworth d'Ashby Puerorum, est un frère cadet de Thomas Wentworth, premier comte de Strafford.
Son éducation semble avoir été déficiente; les critiques ont dit qu'il était presque analphabète et que son orthographe était épouvantable. Ceci, combiné à sa réputation de très piètre orateur et à son ignorance de toute langue étrangère, amènerait beaucoup de personnes à remettre en question sa qualification de diplomate. Jonathan Swift a déclaré que s'il était vif et animé, il avait « l'orgueil du diable. »

## Carrière militaire
Vers 1687, il est page d’honneur de la reine Marie de Modène. Le 31 décembre 1688, il est commissionné comme cornette dans le régiment de cavalerie de Colchester. Thomas Wentworth passe beaucoup de temps aux Pays-Bas et est parfois employé à faire des courses diplomatiques. Il combat à la Bataille de Steinkerque et est blessé. Pour son service, il est nommé aide de camp de Guillaume III d'Orange-Nassau en août 1692, puis devient premier major dans la 1re troupe de Horse Guards le 4 octobre 1693, et cornet et premier major dans le même régiment le 20 janvier 1694. Le 7 mai 1695, Wentworth est nommé valet de la chambre à coucher du roi.
Lorsque son cousin William Wentworth meurt sans descendance le 16 octobre 1695, il lui succède en tant que 3e baron Raby. Il n'hérite pas de la fortune de Strafford ni de la maison jacobéenne, Wentworth Woodhouse, qui passe au neveu du deuxième comte, Thomas Watson-Wentworth, fils de sa sœur Anne.
Il est nommé colonel du Royal Regiment of Dragoons en 1697 et lieutenant-adjoint du Lincolnshire le 21 mai 1700. Il est nommé ambassadeur extraordinaire à Berlin en mars 1701, la première de plusieurs missions qu'il entreprend en Prusse. Sous la reine Anne, il devient brigadier de cavalerie le 7 janvier 1703 et major général le 1er janvier 1704.

## Diplomate
De 1703 à 1704 et de 1705 à 1711, il est ambassadeur de la reine Anne à Berlin. Là, il obtient les services de Johann von Bodt pour concevoir le château de Wentworth, à Stainborough, dans le Yorkshire, construit environ 1710-1720. Il est nommé Lieutenant général. De mars 1711 à 1714, il est ambassadeur de Grande-Bretagne à La Haye. Le 14 juin 1711, il est admis au Conseil privé et le 29 juin 1711, il est créé vicomte Wentworth de Wentworth-Woodhouse et de Stainborough et comte de Strafford. De 1712 à 1714, il est le premier Lord de l'amirauté et en octobre 1712, il est fait chevalier de la Jarretière. Après la mort d'Anne, il est l'un des Lords qui représentent George Ier jusqu'à l'arrivée du nouveau roi en Grande-Bretagne.
Il est un représentant de la Grande-Bretagne au Congrès d'Utrecht, et en 1715 est mis en accusation pour sa part à la conclusion du traité, mais les charges retenues contre lui n'ont rien amené (bien qu'il ait perdu son grade de colonel).

## Conspirateur jacobite
Il se retire au château de Wentworth. Il est l'un des principaux conspirateurs dans le complot d'Atterbury de 1720 à 1722 pour rétablir les Stuarts sur le trône et participe également au complot de Cornbury de 1731-1735. Le prétendant le nomme l'un de ses «régents» en Angleterre et commandant des forces jacobites au nord de Humber. Pour son rôle dans l'avancement de la cause jacobite, il est créé le 5 juin 1722 "duc de Strafford" dans la pairie jacobite d'Angleterre par l'Ancien prétendant. Lors de l’effondrement du complot, le gouvernement, tout en étant pleinement conscient de sa profonde implication, décide de ne prendre aucune mesure contre lui et il passe ses dernières années en paix. Il assiste parfois encore aux débats de la Chambre des lords, bien qu'il soit un très mauvais orateur.

## Famille
Le 6 septembre 1711, il épouse Anne Johnson, fille d'Henry Johnson, député d'Aldeburgh, et sa première femme, Anne Smithson. Le mariage est décrit comme étant à la fois avantageux et heureux: alors qu'Anne lui apporte une dot estimée à 600 000 £, ses lettres témoignent de leur profonde affection mutuelle. Ensemble, ils ont trois filles, Anne (qui épouse William James Conolly), Lucy, qui épouse George Howard et Henrietta; et un fils, William Wentworth. Thomas Wentworth est décédé des suites de calculs rénaux le 15 novembre 1739, après des années de mauvaise santé. Son fils unique, William, devenu 2e comte de Strafford, lui succède.